# Gosudarstvennyi komitet po televideniiu, radioveshchaniiu i kinematografii Türkmenistana
Gosudarstvennyi komitet po televideniiu, radioveshchaniiu i kinematografii Türkmenistana (Государственный комитет по телевидению, радиовещанию и кинематографии Туркменистана) è l'ente radiotelevisivo e cinematografico pubblico del Turkmenistan. Trasmette dalla capitale Aşgabat in turkmeno, russo, inglese, francese, cinese, arabo e persiano.

## Storia

### Periodo sovietico
La radio approdò in Turkmenistan il 10 settembre 1931, quando il Paese era una delle 15 repubbliche dell'Unione Sovietica.
La televisione, invece, iniziò le prime trasmissioni sperimentali negli anni trenta e quelle regolari presero il via nel 1945.
L'ente radiotelevisivo sovietico fu ribattezzato e riorganizzato più volte nel corso degli anni, fino al nome definitivo di Gosteleradio.
Negli anni cinquanta era presente un solo canale televisivo in Unione Sovietica, che copriva solo la capitale Mosca e l'area circostante.
Nella prima metà degli anni sessanta fu lanciato il II Programma (Vtorvaja Programma), anch'esso nella sola zona di Mosca, mentre del primo canale, conseguentemente rinominato "I Programma" (Pervaja Programma), fu estesa la copertura a tutta la parte europea dell'URSS.
Il 29 marzo 1965 fu lanciato il III Programma (Tretija Programma) e il 4 novembre 1966 il IV Programma (Četvertaja Programma), anch'essi esclusivamente nell'area capitolina e che proponevano programmi culturali e didattici.
Il 1º ottobre 1967 il I Programma passò allo standard televisivo a colori SÉCAM e il 2 novembre 1967 il suo segnale fu esteso anche alla parte asiatica del territorio dell'URSS, raggiungendo, quindi, anche il Turkmenistan.
Il 1º gennaio 1968 anche gli altri canali dell'Unione Sovietica passarono al colore.
Durante gli anni sessanta furono creati anche dei canali nazionali in ciascuna delle repubbliche dell'Unione, ad affiancare le già esistenti stazioni nazionali.
Tra il 1971 e il 1976 la Gosteleradio lanciò delle versioni del I Programma tarate sui fusi orari +2, +4, +6 e +8 ore rispetto a Mosca utilizzando il sistema Orbita, per offrire un servizio migliore anche agli Urali, all'Asia centrale, al Kazakistan e ai territori orientali dell'URSS.
Il 19 luglio 1980 iniziò a trasmettere a Mosca il VI Programma come canale tecnico in occasione delle Olimpiadi di Mosca del 1980. La stessa rete negli anni ottanta, durante le riforme conosciute come perestrojka e glasnost', trasmise anche i primi campionati di tennis Open di Francia e di Wimbledon senza commentatori e per intero.
Il 1º gennaio 1982 il IV Programma fu slittato sulle frequenze del secondo canale, venendo anche ribattezzato "II Programma" ed esteso a tutta l'Unione; l'ex II Programma fu trasferito sulle frequenze del terzo canale e ribattezzato in base all'argomento, rimanendo visibile nelle sole regioni di Mosca, Ivanovo, Ryazan e Kalinin. Il III Programma, a carattere didattico, fu passato a sua volta dalle frequenze del terzo canale a quelle del quarto e fu rinominato "IV Programma". Inoltre, nel 1982 la Gosteleradio lanciò quattro versioni del II Programma per i territori orientali in base ai fusi orari.

### Dall'indipendenza in poi
Il 27 dicembre 1991, a seguito della dissoluzione dell'URSS, la Gostelradio interruppe le proprie trasmissioni. 
L'erede principale fu la Russkij
Vserossijskaja gosudarstvennaja televizionnaja i radioveshtateljnaja kompanija Ostankino (RGTRK Ostankino), ente radiotelevisivo pubblico della RSFSR Russa, la repubblica di gran lunga più grande delle 15. Il I Programma fu ribattezzato "1-'ij Kanal Ostankino", Programma di Mosca divenne noto come "MTK" (parte delle frequenze erano già state trasferite al canale privato 2x2 nel 1989), Programma Didattico TsT fu rinominato "4-'ij Kanal Ostankino", e II Programma entro il 1992 divenne RTR; i canali statali russi per alcuni anni continuarono a trasmettere anche nelle altre 14 ex repubbliche sovietiche.
Negli stessi anni la società che gestiva la televisione e la radiofonia statale nazionale turkmena all'interno dell'Unione Sovietica fu riorganizzata nella NGTRK Türkmenistan, ente radiotelevisivo pubblico del Turkmenistan indipendente, con i due canale televisivi TMT 1 e TMT 2, e 2 stazioni radiofoniche.
Nel corso del 1995 la russa RGTRK fu chiusa venendo sostituita dalla nuova azienda ORT, con una nuova organizzazione, che nel 1998 cessò le sue trasmissioni in Turkmenistan, permettendo alla NGTRK di lanciare il canale TMT 3 sulle sue frequenze. 
Il 17 ottobre 2011 la NGTRK Türkmenistan fu divisa nelle società televisive Altyn Asyr, Türkmenistan, Ýaşlyk e Miras, e nelle società radiofoniche Vatan, Char Tarapdan e Miras, e posta sotto il controllo del Gosudarstvennyi komitet po televideniiu, radioveshchaniiu i kinematografii Türkmenistana.
I canali erano trasmessi sul satellite Yamal 201 prima di traslocare sul satellite locale TürkmenÄlem 52°E.
A febbraio 2004 Niyazov autorizzò la creazione di un quarto canale, che iniziò a trasmettere il 12 settembre come TV4, in sei lingue, per un pubblico internazionale.
A dicembre 2008 il nuovo presidente Gurbanguly Berdimuhamedow firmò un decreto che creava la rete Türkmen Owazy, specializzata in musica e cultura del Turkmenistan; il canale iniziò a trasmettere a gennaio 2009.
Nella seconda metà del 2011 il Turkmenistan iniziò la transizione al digitale terrestre. A dicembre fu lanciato il canale tematico Sport, come parte di una campagna governativa per promuovere lo sport nel Paese; il canale debuttò il 1º gennaio 2012.
La maggior parte della popolazione in Turkmenistan utilizza la televisione satellitare.
Nel 2015 i cittadini furono istruiti a non usare le parabole satellitari, ufficialmente per preservare l'estetica della città; alcuni osservatori criticarono questo provvedimento ritenendolo uno strumento di censura nei confronti delle fonti non statali.
Il 9 giugno dello stesso anno, in concomitanza con il lancio del satellite turkmeno TürkmenÄlem 52°E, tutti i canali televisivi del Paese passarono alla trasmissione in standard HD.

## Servizi
Gosudarstvennyi komitet po televideniiu, radioveshchaniiu i kinematografii Türkmenistana gestisce 8 canali televisivi e 4 stazioni radiofoniche:

### Televisione
| Nome               | Sede    | Тipo            | Lancio |
| ------------------ | ------- | --------------- | ------ |
| Altyn Asyr         | Aşgabat | generalista     |        |
| Miras              | Aşgabat | cultura         | 2001   |
| Ýaşlyk             | Aşgabat | intrattenimento |        |
| Türkmenistan       | Aşgabat | informazione    | 2004   |
| Türkmen Owazy      | Aşgabat | musica          | 2009   |
| Aşgabat TV         | Aşgabat | locale          | 2011   |
| Türkmenistan Sport | Aşgabat | sport           | 2012   |
| Arkadag TV         | Arkadag | locale          |        |

### Radio
| Nome                | Sede    | Тipo        | Lancio |
| ------------------- | ------- | ----------- | ------ |
| Miras Radio         | Aşgabat | cultura     |        |
| Owaz Radio          | Aşgabat | musica      |        |
| Radio Char-Tarapdan | Aşgabat | generalista |        |
| Radio Watan         | Aşgabat | generalista |        |

## Ricezione

### Digitale terrestre
La radio di Gosudarstvennyi komitet po televideniiu, radioveshchaniiu i kinematografii Türkmenistana trasmette via terrestre in analogico, mentre la televisione diffonde il proprio segnale con la tecnologia digitale nello standard DVB-T HD 1080i.

### Satellite[25]
| Satellite          | TurkmenÄlem/MonacoSat West |
| Posizione orbitale | 52.0°E |
| Canali             | Altyn Asyr, Türkmenistan, Ýaşlyk, Miras, Arkadag TV, Türkmenistan Sport, Aşgabat TV, Türkmen Owazy, Miras Radio, Owazy Radio, Radio Char-Tarapdan, Radio Watan |
| Frequenza          | 12265 |
| Polarizzazione     | Verticale |
| SR                 | 27500 |
| FEC                | 2/3 |
| Modulazione        | QPSK |

### Streaming
Canali TV in streaming.

## Controversie
La radiotelevisione turkmena è soggetta ad una vigorosa censura di Stato. Il Turkmenistan ha occupato uno degli ultimi tre posti nell'indice di libertà di stampa mondiale dal 2006.